# Raymond Saulnier
Pour les articles homonymes, voir saulnier.
Raymond Victor Gabriel Jules Saulnier, né à Paris le 27 septembre 1881 et mort à Chécy le 4 mars 1964, est un ingénieur de l'aéronautique français. 

## Biographie
Diplômé de l'École centrale, Raymond Saulnier collabore d'abord avec Louis Blériot sur le Blériot XI de la traversée de la Manche.
Raymond Saulnier, ses amis d'enfance Robert Morane et Léon Morane s'associent avec Gabriel Borel, créant la Société anonyme des aéroplanes Morane-Borel-Saulnier en début de l'année 1911 et s'inscrivent pour la course aérienne Paris-Madrid. Ils construisent le monoplan Morane-Borel, qui sera piloté par Jules Védrines dans son vol Paris-Madrid du 21 au 26 mai 1911, gagnant de l'épreuve.
Le Morane-Borel est un avion monoplace ressemblant au Blériot XI, ils en produiront plusieurs modèles assez semblables. Il a une envergure de 9,3 mètres pour une longueur de 6,9 mètres et une surface alaire de 14,5 m2, équipé d'un moteur Gnome de 50cv il a une vitesse maximum de 111 km/h. Une version biplace sera présentée au Concours Militaire de 1911, avec un train d'atterrissage renforcé et un fuselage plus court. Le Borel monoplan de type militaire construit en 1913 par la société des aéroplanes Morane-Borel-Saulnier présente une version biplace avec le mitrailleur étant assis à côté du pilote, et dans le cockpit on trouve un réservoir de carburant de forme cylindrique et un réservoir d'huile l'envergure est portée à 11,8 mètres, la longueur à 7,8 mètres, avec un moteur Gnome de 80cv. Mais l'association se brisera lors du partage du prix de cette course. Borel quittera ses associés.
Le Morane-Borel est un avion monoplace ressemblant au Blériot XI, ils en produiront plusieurs modèles assez semblables. Il a une envergure de 9,3 mètres pour une longueur de 6,9 mètres et une surface alaire de 14,5 m2, équipé d'un moteur Gnome de 50cv il a une vitesse maximum de 111 km/h. Une version biplace sera présentée au Concours Militaire de 1911, avec un train d'atterrissage renforcé et un fuselage plus court. Le Borel monoplan de type militaire construit en 1913 par la Société des aéroplanes Morane-Borel-Saulnier présente une version biplace avec le mitrailleur étant assis à côté du pilote, et dans le cockpit on trouve un réservoir de carburant de forme cylindrique et un réservoir d'huile l'envergure est portée à 11,8 mètres, la longueur à 7,8 mètres, avec un moteur Gnome de 80cv.
le 10 octobre 1911 la Société anonyme des aéroplanes Morane-Saulnier est créée. Son siège social est situé à Paris et ses usines à Puteaux au no 3 rue Volta. Les fabrications seront transférées à Ossun (Tarbes) après la Seconde Guerre mondiale.
Entre 1910 et 1914, Borel conçoit une série de monoplans et hydravions. L'entreprise produit aussi des Morane-Saulnier puis pendant la Grande Guerre de 14-18 des Caudron, Nieuport et Spad.
Raymond Saulnier dessine de nombreux avions et pour laquelle il dépose de nombreux brevets. Il dirige personnellement l'entreprise jusqu'en 1961. En 1962, l'entreprise déposera le bilan, avant d'être intégrée à Sud-Aviation dont elle devient une filiale, puis à la Société d’Avions de Tourisme et d’Affaires.
Il a le premier l'idée d'un dispositif permettant la synchronisation du tir à la mitrailleuse à travers l'hélice, avant Fokker à qui l'on attribue la paternité de ce dispositif.
On lui doit le célèbre Morane 406, avion de chasse rapide de la fin des années 1930 ou encore des avions de tourisme dont le Paris III ou le Rallye Commodore.
Il invente aussi le siège éjectable qui est testé par le pilote d'essai André Allemand. Ce dispositif est copié et utilisé sans autorisation par l'armée américaine. Saulnier intente un procès au gouvernement américain pour atteinte aux droits de son brevet, qu'il gagne[réf. nécessaire].